# Scorzonera humilis
La Scorzonera humilis, l'herba escurçonera (d'escurçó, Linneus, 1753), és una espècie de plantes herbàcies amb un aspecte similar a les "margarides" grogues. Es cataloga dins l'espècie de plantes espermatòfites dicotiledònies, pertanyent a la família de les asteraceae (compositae).
Una classe única de derivats de stilbenoides es va aïllar per primera vegada de la S. humilis. Els tirolobibencils van rebre el nom del Tirol als Alps orientals, on es recollia la planta.
Aquesta planta perenne està protegida al Nord-Pas-de-Calais, Alsàcia i Ain. A Gran Bretanya és una planta rara, restringida als prats humits, a Dorset i Warwick a Anglaterra i al sud de Gal·les.

## Etimologia
Tot i tenir referències 22 anys més antigues en castellà (que li donen un origen català) la paraula castellana "escorzonera" (escuerçonera, Monardes,1565; escorzonera, 1575, A. de Morales; 1611, Covarrubias), segons Corominas és derivada del català "escurçonera" (1587, Libre de la Peste), derivat d'escurçó ’víbora’, ja que aquesta herba es feia servir com contraverí de la seva picada; l'origen català està testificat per Covarrubias i Oudin, vegeu Spitzer, MLN LVI, 243-4; d'on el vocable va passar també a l'italià: Scorzonera (cal notar l'acabament en -era) i d'aquí al francès scorsonère (1670), i a gran quantitat de llengües quan Linneus va incorporar la paraula a la seva classificació el 1753.
El nom específic (humilis) indica un creixement baix. El binomi científic de la planta d'aquesta entrada va ser proposat per Carl von Linné (1707 - 1778) el biòleg i escriptor suec, considerat el pare de la classificació científica moderna dels organismes vius, a la publicació "Species Plantarum" de 1753.

## Història
En l'obra Species Plantarum de Linné es va presentar oficialment la denominació científica de l'herba escurçonera: Scorzonera humilis. El savi suec va classificar diverses variants del gènere escurçonera, gènere batejat basant-se en la denominació tradicional catalana.
Nicolás Monardes va dedicar un tractat a la “yerba escuerçonera” i va explicar la seva història medicinal. Segons Monardes un metge català, Josep Carnicer (nascut a Maella), va començar a estudiar la planta a partir dels usos populars que la consideraven efectiva contra les picades d'escurçó.

### Monardes: Historia medicinal de las cosas que se traen de nuestras indias occidentales
En Monardes ens explica en el seu llibre: "Historia medicinal de las cosas que se traen de nuestras indias occidentales que sirven en medicina":.
| « | Remedio prácticamente universal es la hierba escuerzonera, “sabida y hallada de treyntra años a esta parte, que el tiempo nos la ha descubierto como a hecho otras muchas cosas, como vemos que traen de las Indias Occidentales: y son tantas cosas como cada dia vemos, nunca por los passados ni por nos vistas, como escribimos en un tratado que hizimos destas cosas, que tracta de todas las cosas que traen de nuestras Indias que sirven al uso de medicina”, Esta hierba se descubrió en Cataluña, en “Momblanc” (Condado de Urgel), lugar infestado de animales venenosos “que llaman Escuerços… cuyo veneno y ponçoña es tanta que do quiera que muerde lo hincha luego con grandes dolores y accidentes venenosos y sube la hinchazonal coraçon, que sino lo socorren vienen facilmente a la muerte” Un día llevaron a un moro africano cautivo que curaba a los envenenados con la raíz y zumo de una hierba; y curó a tanta gente que lo liberaron y enriquecieron. Pero no quería decir de qué hierba se trataba,“hasta que dos personas curiosas del pueblo” le descubrieron. El escuerzo (“Escorçò, en lengua catalana”) es “animal de longura comunmente de palmo y medio, es delgado en la cola, y vase engrosando hazia la cabeça… los dientes tiene menudos como de Bivora hembra, con los quales muerde y con la lengua pica como escorpión… es fiera de mala vista y de malas obras”. | » |

### Pierandrea Mattioli
Aquest metge i naturalista italià fou un dels pioners en tractar de l'herba escurçonera, en una de les seves obres publicada el 1544. En l'obra afirma que creu que fou el primer en escriure sobre aquesta planta "descoberta" a Catalunya.

### Pere Gil Estalella
En la seva Geografia de Catalunya parlava de l'herba escurçonera.
| «                                                                              | Cull se esta herba escorçonera en moltas parts de Cathaluña: Pero lo lloc ahont se troba millor y en mes abundancia es en Sancta Coloma de Queralt y sa comarca. Y dire aquí una cosa la qual yo he considerada, y crec que molts la hauran advertida y es, que en lo terme de Sta. Coloma se troban moltissims escurçons los quals són molt verinosos, y algunas vegadas pican y matan ò danyan notablemente: Contra estos escurçons, y lo veri que dells proceeyx quant pican, es la herba Escurçonera; y esta señyalada en aquella terra la divina providencia y misericordia; que havent alli com y ha tants escurçons, estigues tota aquella terra plena de herba escurçonera; per à que los homens alli piccats dels escurçons, se remediassen en continent abla escurçonera: y en lo mateyx lloc ahont era lo veri y lo mal se trobas lo remey i la medicina . | » |
| — Pere Gil, S.I. (1551-1622) i la seva Geografia de Catalunya. Josep Iglésies. | |   |

## Descripció
L'alçada d'aquestes plantes varia de 3 a 5 dm (mínim 1 dm, màxim 7 dm). La forma biològica és "Hemicriptofit scaposa" (H scap), és a dir, són plantes perennes, amb cabdells hivernants a nivell del sòl i protegits de la brossa o la neu, sovint estan equipats amb un eix de flors erectes i sense fulles. Com es pot comprovar no té cap tipus d'escorça negra que pogués justificar la definició del DRAE de que la paraula prové de l'italià "scorza nera" per tenir l'escorça negra.

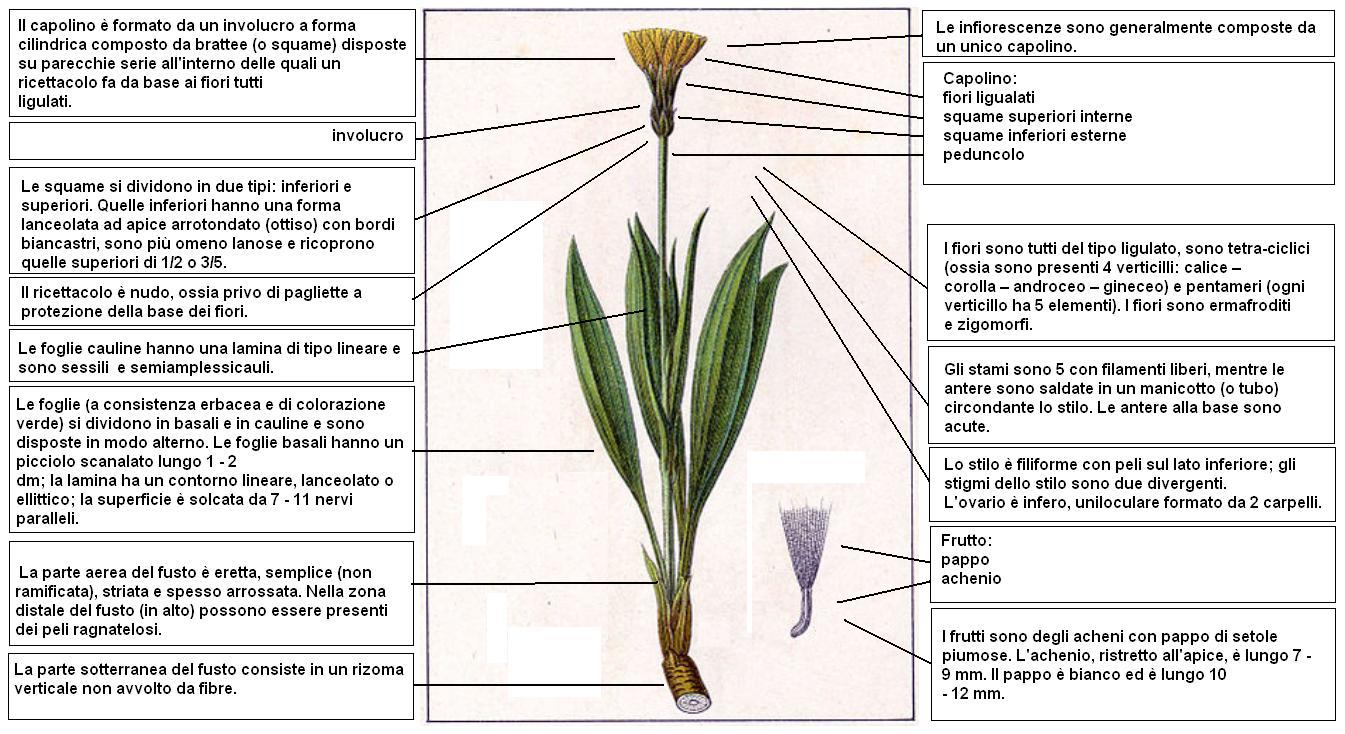
Descripció de les parts de la planta

### Inflorescència
La inflorescència es compon generalment d'un sola flor. El capoll està format per una carcassa en forma de cilíndrica composta per bràctees (o escates) disposades en diverses sèries dins de les quals un receptacle forma la base de les flors totes ligulades. Les escales es divideixen en dos tipus: inferior i superior. Els més baixos tenen una forma àpex lanceolada arrodonida amb vores blanquinoses, i cobreixen les superiors en 1/2 o 3/5 parts. Les superiors són més estretes i llargues. El receptacle és nu, és a dir, desproveït de palletes per protegir la base de les flors. Diàmetre: 3 - 5 cm. Diàmetre de la carcassa: 12 – 20 mm. Mida de les escales més baixes: amplària 3.5 mm; llargària 13 mm. Mida de les escales superiors: amplària 3 mm; llargària 20 – 22 mm.

### Flor
Les flors són totes del tipus de liglat(el tipus tubulós,les flors del disc,presents en la majoria d'Asteraceae,aquí està absent), són tetracíclics (és a dir, hi ha 4 verticelli: calze – corol·la – androceous – ginebre) i pentamers (cada verticello té 5 elements). Les flors són hermafrodites i zigomorfs.
- Fórmula floral: per a aquesta planta s'indica la següent fórmula floral:

* K 0/5, C (5), A (5), G (2), infern, achenium
- Calze: els sèpals de calze es redueixen a una coroncina d'escates.
- Corolla: la corol·la és de color groc. Llargada de corol·la: 35 – 45 mm.
- Androceous: hi ha 5 estames amb filaments lliures, mentre que les anteres es solden en una màniga (o tub) que envolta l'agulla. anteres de la base són agudes.
- Gyneceus:l'agulla és filiforma amb pèls a la part inferior; les fonts d'agulla són dues divergents. L'ovari és infero unilocular format per 2 carpats.
- Floració: de (maig) de juny a juliol.

### Fruit
Els fruits són aquens amb plomall de truges avall. L'achenium, restringit a l'àpex, és de 7 a 9 mm de llarg. El pappo és blanquinós i fa de 10 a 12 mm de llarg.
Es diferencia de la barba de cabra, Tragopogon pratensis, pel fet que té bràctees curtes de color verd pàl·lid, mentre que en el cas de les barbes de cabra són llargues i punxegudes.
Creix fins una mida de 7 a 50 cm. Les fulles són ramificades i, el·líptiques-lanceolades.
Els caps de les flors tenen una amplària d'uns 2,5 cm i són de color groc intens. Floreix de maig a juliol.
Els aquenis són llisos acanalats, amb similars Pappus a Tragopogon pratensis.
Desprèn un suc lletós de la seva tija.

### Fulles
Les fulles (herbàcia en textura i coloració verda) es divideixen en basal i caulina i estan disposades alternativament. Les fulles basals tenen una llarga part ranurada 1 - 2 dm de llarg; amb un contorn lineal, lanceolat o el·líptic; la superfície és solc per 7 - 11 nervis paral·lels. Les fulles caulines tenen una làmina de tipus lineal, són sèssils i semi-amples. Mida de les fulles caulines: ample 0,5 – 1 cm; llargada de 7 a 15 cm.

### Tija
La part subterrània consisteix en un rizoma vertical no embolicat en fibra. La part aèria de la tija és erecta, simple (no ramificada), ratllada i sovint enverinada. A la zona distal del la part superior, hi poden estar presents fils de teranyina.

### Arrels
Les arrels són secundàries al rizoma.

## Reproducció
- Pol·linització: la pol·linització es produeix a través dels insectes (pol·linització entomogàmica).
- Reproducció: la fecundació es fa bàsicament mitjançant la pol·linització de les flors.
- Dispersió: les llavors que cauen al terra (després de ser transportades durant uns metres pel vent gràcies a la difusió del papus - anemocora) es dispersen posteriorment principalment per insectes com les formigues (difusió de la mirmecòria).

## Sinònims
La llista següent indica alguns dels sinònims més freqüents:
- Scorzonera alpina Pollini
- Scorzonera bohemica F.W.Schmidt
- Scorzonera candollei Vis.
- Scorzonera candollei Vis. subsp. candollei
- Scorzonera candollei Vis. subsp. tenuifolia (DC.) Nyman
- Scorzonera clusii Asso
- Scorzonera humilis subsp. humilis
- Scorzonera humilis subsp. tenuifolia (DC.) Arcang.
- Scorzonera humilis var. humilis
- Scorzonera lanuginosa Baumg.
- Scorzonera macrorhiza Schleich.
- Scorzonera nervosa Gilib.
- Scorzonera nervosa Lam.
- Scorzonera plantaginea Gaudin
- Scorzonera plantaginea Gaudin var. graminifolia Peterm.
- Scorzonera plantaginea Gaudin var. plantaginea
- Scorzonera plantaginifolia Schleich.
- Scorzonera tenuifolia DC.